# Фрезинский, Борис Яковлевич
Бори́с Я́ковлевич Фрези́нский (10 января 1941, Ленинград, СССР — 3 декабря 2020, Санкт-Петербург) — советский и российский историк литературы, специалист по истории советской литературы и политической истории России XX века.

## Биография
Родился в Ленинграде в семье химика по специальности и художника-любителя по увлечению. Его отец Яков Вениаминович Фрезинский (1902—1943) во время войны ушёл на фронт и погиб под Ленинградом. В 1944 году Борис вместе с матерью Евгенией Александровной (1904—1983) вернулся из эвакуации в Ленинград.
В 1959 году поступил на физический факультет ЛГУ, который окончил в 1964 году. С юности Фрезинский соединял интерес к физике и её истории с интересом к истории советской литературы и политики. В 1980 году защитил диссертацию по теории оптической связи. С 1967 по 1994 год читал курсы высшей математики в Ленинградском электротехническом институте связи. Одновременно занимался историей советской литературы, собиранием редких изданий 1910—1920-х годов, записывал воспоминания свидетелей и очевидцев советского прошлого. С 1994 года занимается исключительно литературной работой.
С 1996 года — член Союза писателей Санкт-Петербурга, с 2007 года — член Международного ПЕН-клуба.
В марте 2014 года вместе с рядом других деятелей науки и культуры выразил своё несогласие с политикой В.Путина на Украине и в Крыму.
3 декабря 2020 года в Санкт-Петербурге умер на 80-м году жизни. У умершего была диагностирована коронавирусная инфекция нового типа.

## Литературоведческая работа
Первая литературная публикация (прокомментированные воспоминания М. Киреевой об Илье Эренбурге в Париже 1909-го) в «Вопросах литературы» (1982. № 9); первая подготовленная и прокомментированная книга (совместно с В. Поповым) — Илья Эренбург. Испанские репортажи. 1931—1939 (М.: АПН, 1986).
Области главных историко-литературных и историко-политических интересов: жизнь и творчество Ильи Эренбурга, судьбы и творчество писателей группы «Серапионовы братья», политические взгляды, литературные интересы, жизнь и судьба Н. Бухарина, политическая, литературная деятельность и судьба Л. Троцкого, история левой оппозиции в ВКП(б).
Первая значимая работа — подготовка полного (с восстановлением всех цензурных купюр) прокомментированного издания знаковых мемуаров И. Эренбурга «Люди, годы, жизнь» в 3 т. (М.: Сов. писатель, 1990; доп. и испр. изд. — в 2000, испр. и доп. изд. — 2005, 2013; позднее подготовлено 5-е дополненное и исправленное издание, выпуск которого начался в 2016 году). Вслед за тем — работа над бесцензурным прокомментированным собранием сочинений Эренбурга в 8 томах (М.: ИХЛ, 1991—2000). В дополнение к нему Фрезинский подготовил и выпустил с вступительной статьёй и комментариями следующие издания: том поэзии и поэтических переводов Эренбурга: Илья Эренбург. Стихотворения и поэмы. СПб.: Академич. проект, 2000. — 815 с.; большой том прозы Эренбурга 1920-х, где наряду с его романами впервые были переизданы четыре книги рассказов и повестей: Илья Эренбург. Необычайные похождения: Проза. СПб.: Кристалл, 2000. — 1150 с.; три тома переписки Эренбурга (1908—1967): Письма Эренбурга: Т. 1, 2. М.: Аграф, 2004 и «Почта Ильи Эренбурга. Я слышу вас… 1916—1967». М.: Аграф, 2006. — 688 с.; наиболее полный и представительный том избранной военной публицистики Эренбурга 1941—1945, включавший ранее не переизданный: Илья Эренбург. Война 1941-45. М.: Олимп; АСТ, 2004. — 795 с., (переиздан: М.: АСТ, 2016); антологию стихов русских и зарубежных поэтов XX века: «Венок Илье Эренбургу: Стихи (1910-90)». СПб.: Бельведер, 2007. — 178 с. В 2012 году в издательстве «Азбука» (СПб.) с вступительной статьей Фрезинского вышли подготовленные и прокомментированные им книги Эренбурга «Хулио Хуренито» и «Французские тетради». К столетию Первой мировой войны в 2014 году с вступительной статьёй Фрезинского издана составленная и прокомментированная им книга Эренбурга «Лик войны (Воспоминания с фронта, газетные корреспонденции и статьи)» (СПб.: Изд Европейского университета, 2014).
Первые авторские книги Фрезинского (совместно с В. Поповым) — три тома «Хроники жизни и творчества Ильи Эренбурга» (т. 1: 1891—1923. СПб., 1993; т. 2: 1924—1931. СПб., 2000; т. 3: 1932—1935. СПб., 2001).
В 1993 году с вступительной статьей и комментариями Фрезинского вышла составленная им книга «Н. И. Бухарин. Революция и культура. Статьи и выступления. 1923—1936» (М.: Фонд им. Н. Бухарина, 1993). Спустя год с вступительной статьей и комментариями Фрезинского вышел автобиографический роман Бухарина «Времена», написанный перед казнью: «Н. И. Бухарин. Времена» (М.: Прогресс, 1994; переиздана в 2009). В 1996 году в Москве вышли в 2 книгах «Тюремные рукописи Н. И. Бухарина» с вступительной статьей Фрезинского к книге 1 «Социализм и его культура». В 2008 году Фрезинский принял участие в работе над капитальным изданием «Н. И. Бухарин Узник Лубянки. Тюремные рукописи Николая Бухарина» (М.: АИРО-ХХ; РГГУ, 2008). Им были написаны вступительная статья к «Социализму и его культуре», комментарии и вступительная статья к автобиографическому роману Бухарина «Времена». В 2002 и 2003 годах в московском издательстве «Вагриус» с вступительной статьей Фрезинского вышли воспоминания вдовы Бухарина, А. Лариной-Бухариной «Незабываемое».
В 2003 году в Санкт-Петербурге в издательстве «Академический проект» вышла книга Фрезинского «Судьбы Серапионов. Портреты и сюжеты». В монографии представлено большое количество впервые опубликованных документов. Она вызвала большой интерес и немало откликов в прессе.
Занимаясь литературным наследием участницы «Серапионовых братьев», единственной серапионовой сестры, поэтессы Е. Полонской, Фрезинский подготовил к изданию, прокомментировал и сопроводил вступительной статьей том её мемуаров (Полонская Е. Г. Города и встречи: Книга воспоминаний. М.: НЛО, 2008) и книгу стихов (Полонская Е. Г. Стихотворения и поэмы. СПб.: Изд-во Пушкинского Дома, 2010). Впервые поэзия Полонской была представлена в таком объёме, многие стихи поэтессы были опубликованы впервые.
В 2006 году вышел подготовленный Фрезинским с его вступительной статьей и публикацией сборник памяти журналиста и создателя коллекции фотопортретов русских писателей и поэтов XX века М. Балцвиника: «М. А. Балцвиник. Здесь хорошо, хотя с погодой мне не повезло…: Стихи, письма, фотографии, воспоминания современников» (СПб.: Бельведер, 2006).
С 1981 года Фрезинский широко печатался в журналах «Вопросы литературы», «Новый мир», «Иностранная литература», «Юность», «Звезда», «Нева», «Арион», «НЛО», «Всемирное слово», «Петербургский театральный журнал», «Народ книги в мире книг», «Лехаим», «Вестник Еврейского университета в Москве», «De visu», «Новая русская книга», альманах «Поэзия», «Минувшее», «Диаспора», «Russian Studies», «Сохрани мою речь», в газетах «Советская культура», «Литературная газета», «Невское время», «Смена», «Русская мысль» (Париж), «Новое русское слово» и «Форвертс» (Нью-Йорк).
Библиография публикаций Фрезинского насчитывает около трёхсот единиц, включая более 40 подготовленных им книг. Избранные газетные статьи собраны в книге «Всё это было в XX веке. Записки на полях истории» (2006).
В 1996—1998 годах Фрезинский вёл регулярные литературные передачи на петербургском радио, посвящённые «Серапионовым братьям», и «Сто лет — сто стихотворений», посвящённые русской поэзии XX века от Случевского до Кибирова.
В 2001 и 2006 годах Фрезинский провёл в Музее Анны Ахматовой в Фонтанном доме две фотовыставки из своего собрания: «Илья Эренбург — фотограф. 1923—1938» и «Париж Ильи Эренбурга», которые впервые представили фототворчество писателя. По материалам этих выставок Фрезинский сделал иллюстрированную книгу-альбом «Илья Эренбург с фотоаппаратом. 1923—1944» (М.; Иерусалим: Мосты культуры; Гешарим, 2007), выпущенную под маркой Музея истории фотографий в Петербурге. Подготовленная Фрезинским выставка фотографий и книг Эренбурга прошла в 2011 году в московском Доме-музее Марины Цветаевой.
В 2004 году в Бостоне Фрезинский снялся в документальном телефильме об И. Эренбурге «Разведка боем» (режиссёр М. Герштейн) наряду с Н. Коржавиным и Дж. Рубинштейном. В 2006 году консультировал и снялся в двухсерийном документальном телефильме режиссёра В. Мелетина «Собачья жизнь И. Эренбурга» вместе с В. Аксёновым, Б. Сарновым и Р. Медведевым.
Проблемам взаимоотношений писателей и советской власти посвящена книга Фрезинского «Писатели и советские вожди» (М.: Эллис-Лак, 2008), ввёдшая в обращение исторически ценные документы.
Статьи Фрезинского составили содержание книги «Мозаика еврейских судеб. XX век» (М.: Книжники, 2008).
В 2013 году вышла фундаментальная книга Фрезинского «Об Илье Эренбурге (книги, люди, страны)» (М.: НЛО, 2013), в 2015 и 2016 годах — книги его избранных работ: историко-политических «Троцкий, Каменев, Бухарин. Избранные страницы жизни, работы, судьбы» (М.: АИРО, 2015) и историко-литературных «Наш жестокий XX век: Страницы истории и культуры» (М.: Аграф, 2016).
В 2019 году Фрезинский составил и опубликовал «Перечень историко-литературных публикаций», в который он включил все свои литературные работы.

## Премии
- 1998 — премия журнала «Вопросы литературы» (за публикацию материалов «Литературная почта Карла Радека»).

## Оценки
Назвав Б. Я. Фрезинского самым осведомлённым и самым компетентным исследователем жизненного и творческого пути Эренбурга, я не погрешил против истины. Это не комплимент, а — точная констатация. Борис Фрезинский — автор подробных комментариев к трёхтомнику «Люди, годы, жизнь» 1990 года и ещё более развёрнутых и уточнённых примечаний к той же книге, вошедшей в последнее собрание сочинение Эренбурга. Все самые значительные издания Эренбурга, вышедшие в последнее время, были подготовлены им. Чтобы осуществить это, надо было посвятить изучению жизни и творчества Эренбурга — ни мало ни много — всю свою сознательную жизнь. Так оно, в сущности, и было. И именно это фанатическая преданность своей теме и своему герою была главным условием, позволившим Б. Я. Фрезинскому подготовить к изданию двухтомник эренбурговских писем. К чести составителя и комментатора тут надо сказать, что влюблённость его в своего героя не помешала ему составить и откомментировать книгу так, чтобы Эренбург в ней предстал перед нами не зализанным и отлакированным идеальным героем, а таким, каким он был, со всеми его взлётами и грехопадениями, со всеми — не всегда привлекательными — особенностями его характера.
…Книга Бориса Фрезинского [«Судьбы Серапионов»] — толковая; для учёных — клад: сколько, например, писем опубликовано впервые! Ни одному перлюстратору не снилось…